# Клаус Арп
Клаус Арп (на немски: Klaus Michael Arp, р. 2 април 1950 г. в Солтау, Германия, п. 4 януари 2016 г. в Лудвигсхафен, Германия) е германски диригент и композитор.

## Биография
Роден е в семейството на пастор. Израства в Ратцебург, Пльон, а след това и в района на Хамбург.
От 1968 г. учи пиано, композиция и дирижиране в Държавното висше музикално училище в Хамбург. По време на студентските си години той също така режисира джаз комбо и минималистичен музикален ансамбъл.
От 1975 до 1981 г. е асистент и солист пианист в балета на операта в Хамбург, където започва да дирижира. От 1981 г. е първият капелмайстор на Кобленцкия театър и Рейнската филхармония. От 1981 до 1987 г. е главен диригент на Оркестъра за радио и телевизия Саарбрюкен.
Като диригент е гастролирал в Италия, Франция и Тайван. От 1990 г. е гост-диригент на Симфоничния оркестър на Хърватското радио и телевизия. От 1995 г. режисира постановки във Филаделфийската опера и редовно дирижира новогодишни концерти в САЩ и Канада.
От 1992 до 2011 г. е художествен ръководител на Villa Musica, а от 2002 до 2016 г. е директор на хора на Бетовен в Лудвигсхафен. По същото време от 1993 г. е професор по дирижиране и ръководител на оркестър в Hochschule für Musik and Fine Arts в Манхайм.

## Композитор
За 200-годишнината на театъра Кобленц написва операта „Одисей на Огигия“, чието първо представление се състои през 1988 г.
През 2000 г. в Екатеринбург дирижира премиерата на своя Концертино за цигулка и оркестър (солист Михаил Цинман).
През май 2001 г. Хърватският радио и телевизионен хор изпълнява композицията си „Мечтата на Икар“ (на немски: Traum des Ikarus) за смесен хор, бас флейта и клавишни.
През 2002 г. в Москва е премиерата на квинтесенцията му за обой/валдхорна, кларинет/бас кларинет, цигулка, виола и контрабас.
През 2004 г. прави премиерата на камерната си опера „Приятелски огън“, поръчана от операта „Нойкьол“.

## Семейство
Съпругата му е Ингеборг Бернерт (на немски: Ingeborg Bernerth), декоративен художник.